# ISO 3166-2:JE
ISO 3166-2:JE est l'entrée pour le bailliage de Jersey dans l'ISO 3166-2, qui fait partie du standard ISO 3166, publié par l'Organisation internationale de normalisation (ISO), et qui définit des codes pour les noms des principales administration territoriales (e.g. provinces ou état fédérés) pour tous les pays ayant un code ISO 3166-1.
Jersey, dépendance de la Couronne britannique, s'est vu attribuer officiellement le code JE depuis 2006. Auparavant, le code ISO GB-JEY lui était attribué sous l'entrée ISO 3166-2:GB pour le Royaume-Uni. 
Actuellement aucun code ISO 3166-2 n'est défini pour Guernesey.

## Mises à jour
Historique des changements
- 17 avril 2007 : création (Bulletin n° I-8)
- 6 février 2013 : Rajouter les formes courtes locales du nom
- 26 novembre 2018 : Modification de la remarque, partie 2